# To Live and Die in L.A.
To Live and Die in L. A. (en España: Vivir y morir en Los Ángeles) es una película estadounidense de acción de 1985, dirigida por William Friedkin y protagonizada por William Petersen, Willem Dafoe, John Turturro y John Pankow, basada en la novela homónima escrita por el exagente del Servicio Secreto Gerald Petievich, quien además escribió el guion junto con Friedkin.

## Sinopsis

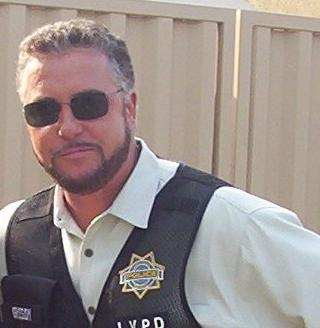
El actor William Petersen

Richard Chance (William Petersen) y Jimmy Hart (Michael Greene) son dos agentes del Servicio Secreto de los Estados Unidos que trabajan para el Departamento del Tesoro como investigadores de fraudes en una oficina en Los Ángeles. En el departamento, Chance es conocido por su comportamiento imprudente, mientras que su compañero Hart está a tres días de retirarse. Hart está harto, pero acepta una última misión: capturar al experto falsificador Rick Masters (Willem Dafoe).

## Reparto
| Actor               | Personaje           |
| ------------------- | ------------------- |
| William Petersen    | Richard Chance      |
| Willem Dafoe        | Eric "Rick" Masters |
| John Pankow         | John Vukovich       |
| Debra Feuer         | Bianca Torres       |
| John Turturro       | Carl Cody           |
| Darlanne Fluegel    | Ruth Lanier         |
| Dean Stockwell      | Bob Grimes          |
| Steve James         | Jeff Rice           |
| Robert Downey Sr.   | Thomas Bateman      |
| Michael Greene      | Jim Hart            |
| Christopher Allport | Max Waxman          |
| Jane Leeves         | Serena              |
| Gerald Petievich    | Agente Petievich    |

## Producción
Tras una serie de fracasos, Friedkin quiso redimirse haciendo esta película con bajo presupuesto, contratando para ello a muchos actores desconocidos.
Una vez arreglado, se hizo el rodaje en localizaciones diversas de Los Ángeles, haciendo especial hincapié en zonas peligrosas infestadas de bandas de delincuentes. Como Friedkin ya tenía experiencia en rodar en lugares así, se pudo trabajar allí sin problemas.

## Recepción
La película obtiene positiva recepción en los portales de información cinematográfica. La revista Cinemanía la califica como una de las películas más infravaloradas de los años 1980.

"¿Creías que todo el cine ochentero de acción policíaca cabía en Arma letal, Límite 48 horas y La jungla de cristal?. Piénsatelo mejor: el director de El Exorcista entregó con este filme una de las mejores obras de una carrera llena de bandazos, con un detective protagonista (William Petersen) tan antipático como el Gene Hackman de Contra el imperio de la droga, pero con pelazo, un villano (otra vez Willem Dafoe) que impone mucho respeto y un guión de esos que no perdonan ni las sorpresas, ni los tiroteos, ni las venganzas asesinas."
Yago García (cinemanía) 

En IMDb con 27.560 valoraciones, obtiene una puntuación de 7,3 sobre 10. En FilmAffinity, con 1.892 valoraciones, obtiene una puntuación de 6,5 sobre 10. En Rotten Tomatoes obtiene una puntuación de "fresco" para el 91% entre 33 críticos profesionales y del 78% de la audiencia con 10.502 valoraciones.

"La película no trata solo sobre policías y ladrones, sino sobre dos sistemas de hacer negocios, y cómo uno de los sistemas encuentra la manera de cambiarse para derrotar al otro."
Roger Ebert (Chicago Sun Times) 

## Premios y nominaciones
Cognac Festival du Film Policier 1986
- Premio del público: William Friedkin

Stuntman Awards 1986
- Premio a la mejor persecución en vehículo: Dick Ziker y Eddy Donno
- Premio a la mejor secuencia: Dick Siker